# Filosofia marxista xinesa

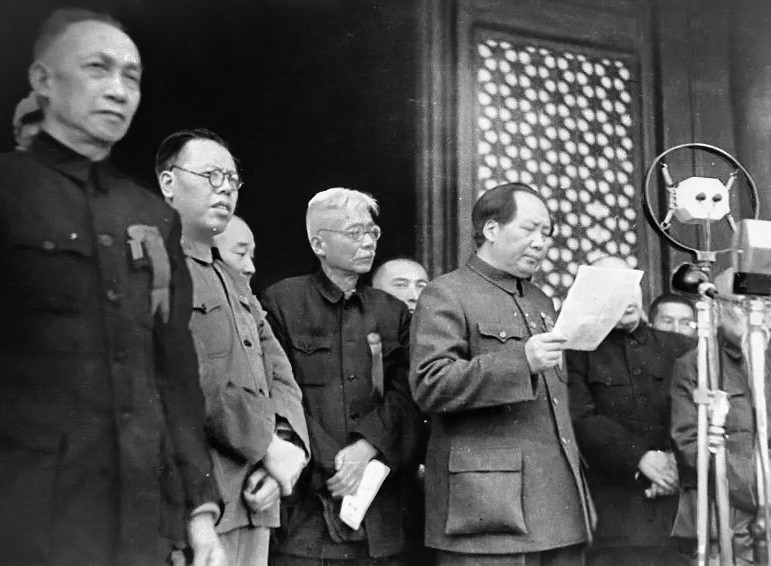
Mao Zedong va proclamar la República Popular de la Xina l'1 d'octubre de 1949.

La filosofia marxista xinesa és la filosofia de materialisme dialèctic introduïda a la Xina a principis del segle xx, i que continua desenvolupant-se en els mitjans acadèmics xinesos fins a l'actualitat.
La filosofia marxista va ser inicialment importada a la Xina el primer terç del segle xx, de traduccions de l'alemany, rus i japonés. El traductor xinés de l'Origen de les Espècies, Ma Junwu, va ser també el primer a introduir el marxisme a la Xina. Per a Ma, l'evolucionisme i el marxisme eren els secrets del desenvolupament social. Això va ser abans del materialisme dialèctic formal del Partit Comunista de la Xina, a través del qual molts intel·lectuals radicals independents van abraçar el marxisme, i alguns dels quals s'unirien al Partit més endavant. El materialisme dialèctic xinés va començar a ser formalitzat durant la dècada de 1930, baix la influència de la Nova Filosofia de Mark Mitin. Cap a finals de 1930, Mao Zedong començaria a desenvolupar una pròpia versió sinizada del materialisme dialèctic independent de la filosofia soviètica. La dialèctica Maoista va romandre com el paradigma dominant al marxisme del país fins a la dècada del 1970, i la majoria dels debats es concentraven en qüestions tècniques d'ontologia dialèctica. En la dècada del 1980, les reformes de Deng Xiaoping van animar la traducció i influència a gran escala d'obres sobre el Marxisme Occidental i l'Humanisme Marxista.

## Desenvolupament del concepte
Li Da va traduir al xinés moltes de les primeres obres de la socialdemocràcia alemanya i el marxisme soviètic. Va significar la Nova Filosofia de Mark Borisovich Míting en la seua obra Elements de Sociologia. Ai Siqi va traduir moltes de les obres de Mitin, i va ajudar a introduir la Nova Filosofia a la Xina. El marxisme xinés primerenc va manllevar molt dels llibres de text soviètics. Seguint a Mitin, Ai Siqi va atacar la idea d'igualtat de contradiccions entre dos coses desiguals. Els filòsofs xinesos es posarien fortament del costat de Mitin contra Abram Deborin, i es van vore particularment influenciats per la seua unitat de teoria i praxi. Mao Zedong es voria influenciat per estos treballs en escriure les seues conferències sobre materialisme dialèctic.
Mao Zedong va criticar el materialisme dialèctic de Stalin i, en particular, mai va citar el seu Materialisme Dialèctic i Històric, que es considerava el text fonamental de l'ortodòxia filosòfica dins de la Comintern. Mao criticà a Stalin per traure la Negació de la Negació de les lleis de la dialèctica i per no reconéixer que els oposats estan interconnectats.
A finalitats de la dècada de 1930, es van dur a terme una sèrie de debats sobre fins a quin punt la lògica dialèctica era un complement o un reemplaçament de la lògica formal. Una gran controvèrsia que continuaria en la dècada de 1960 va ser si una contradicció dialèctica era el mateix que una contradicció lògica.
Més endavant, Mao va deixar de replicar la Nova Filosofia i va intentar desenvolupar la seua pròpia forma de marxisme, que emfatitzava molt la centralitat de "Sobre la contradicció" i "En la pràctica". Mao va vore la lluita entre els oposats com la clau de la dialèctica, i això jugaria un paper important en la controvèrsia "Un es divideix en dos" de la dècada de 1960. El 1964, Mao en l'obra "Xarrades en qüestions de filosofia", va rebutjar qualsevol possibilitat de sintetitzar oposats dividits. La negació era absoluta i s'alternava en un mal infinit amb l'afirmació.
Intel·lectuals com Wang Ruoshui van ser ferms defensors de la línia maoista "Un es divideix en dos" en els temps de la Revolució Cultural. Posteriorment, però, advocaria per l'humanisme marxista.
El 1973, la premsa en idiomes estrangers va publicar tres grans lluites en el front filosòfic de la Xina (1949-1964). Els tres principals debats filosòfics van girar entorn de la teoria de la "base econòmica sintetitzada", la qüestió de la identitat entre el pensament i l'ésser i la teoria de "combinar dos en un".
El 1974, durant la campanya de crítica a Lin Biao i Confuci, van haver-hi importants debats historiogràfics sobre els mèrits relatius de les escoles confuciana i legalista. El legalisme va ser interpretat com la ideologia feudal progressiva del creixent Qin contra la decadent ideologia esclavista de Confuci.
Després de la mort de Mao Zedong van haver-hi importants debats sobre el paper que jugaven les contradiccions i l'alienació dins d'una societat socialista. Deng Xiaoping va intervindre personalment contra la tendència marxista humanista en insistir que l'alienació es basava únicament en la propietat privada i no tenia lloc en una Xina socialista.
En el discurs de 1983 respecte a les tasques urgents del Partit Comunista en els fronts organitzatiu i ideològic, Deng va dir:
| «               | Quant a l'alienació, després que Marx va descobrir la llei de la plusvàlua, va usar el terme sols per a descriure el treball assalariat en la societat capitalista, la qual cosa significa que el treball era aliè als propis treballadors i es realitzava contra la seua voluntat, de manera que el capitalista poguera beneficiar-se a la seua costa. No obstant això, en discutir l'alienació, alguns dels nostres camarades van més enllà del capitalisme; alguns fins i tot ignoren l'alienació restant del treball sota el capitalisme i les seues conseqüències. Més aviat, al·leguen que l'alienació existeix baix el socialisme i es pot trobar en els àmbits econòmic, polític i ideològic, que en el curs del seu desenvolupament, el socialisme genera constantment una força d'alienació, com a resultat de les activitats de la major part de la societat. A més, ells intenten explicar la nostra reforma des del punt de vista de la superació d'esta alienació. Per tant, no poden ajudar la gent a comprendre i resoldre correctament els problemes que s'han presentat en la societat socialista de hui, ni a comprendre i dur a terme correctament la reforma contínua que és essencial per al nostre avanç tecnològic i social. Al contrari, la seua posició només portarà a la gent a criticar, dubtar i negar el socialisme, a considerar-lo tan desesperat com el capitalisme i a renunciar a la seva confiança en el futur del socialisme i el comunisme. "Llavors, quin és el punt de construir el socialisme?" ells diuen. | » |
| — Deng Xiaoping | |   |

Tot i la condemna de Deng, la febre per l'alta cultura va continuar augmentant a la Xina, i el treball de Fredric Jameson va ser particularment popular.

## La filosofia marxista a la Xina moderna
A la Xina moderna, el marxisme és considerat com la ideologia política pel Partit Comunista de la Xina per a governar el partit i la nació. Importants conceptes del marxisme, com la classe i les idees dominants, el treball material i mental, la superestructura i la base econòmica, i els aparells ideològics de l'estat, són utilitzats pels líders suprems de la República Popular de la Xina a l'hora de crear teories directrius socials que componen la filosofia marxista xinesa. Dos de les teories més importants creades pels líders del país són: la Triple Representativitat encunyada per l'expresident, Jiang Zemin; i el Somni Xinés encunyat per Xi Jinping, secretari general del Partit Comunista de la Xina des del 2012.
A voltes, els internautes xinesos es burlen d'estes teories anomenant-les "Lurxisme". La burla es basa en el modisme històric "Dir cavall a un cérvol", que prové de la història de l'infame buròcrata de la dinastia Qin, Zhao Gao, ja que 'Ma' significa cavall i 'Lu' significa cérvol.
D'altra banda, s'ha anomenat Nova Esquerra Xinesa a les reflexions d'alguns acadèmics xinesos prominents a partir de la dècada del 1990. Es destaca el paper de la revista Dushu i el seu editor, Wang Hui, en el moviment. En el camp de la política, durant la dècada del 2000 va destacar el moviment de la cultura roja del polític Bo Xilai, que va desenvolupar el conegut com model de Chongqing.